# کریستین پارش
کریستین پارش (مجاری: Krisztián Pars؛ زادهٔ ۱۸ فوریهٔ ۱۹۸۲) پرتاب‌گر چکش اهل مجارستان است. وی در مسابقات کشوری و بین‌المللی در مجموع برندهٔ ۴ مدال طلا، ۲ مدال نقره، ۱ مدال برنز شده‌است.